# Erben der Schöpfung
Erben der Schöpfung je lichtenštejnská dark - gothic metalová skupina založená roku 1998 Oliverem Falkem. Jejich album Twilight se ukázalo jako album s klasickými ženskými vokály. Skupina se zaměřuje na téma jako smrt a stárnutí.

## Sestava
- Dina Falk - zpěv (2005 - současnost)
- Oliver Falk - klávesy (2000 - současnost)
- Rino Vetsch - kytara (2002 - současnost)
- Jens Wagner - baskytara (2008 - současnost)
- Flo Reiderer - kytara (2008 - současnost)

### Bývalí členové
- Sabine Dünser † (zpěv 1998 - 2003)
- Anja Walser (baskytara)
- Tom Saxer (kytara)
- Pete Streit (kytara)
- Pascal Ederer (kytara)
- André Abram (kytara)
- Ben (kytara)
- Franky Koller (bicí)
- Jürgen Broger (baskytara)
- Daniela Nipp (Bass)
- Ritchie Wenaweser (bicí)

### Hostující členové
- Torsten Bauer (kytara)
- Chris Lukhaup (baskytara)
- Martin Schmidt (bicí)

## Diskografie

### Demo
- 2007: Demo

### Singly
- 2001: Elis

### Alba
- 2001: Twilight
- 2009: Narber dei Zeit